# Manifeste fractaliste
Le manifeste fractaliste est un manifeste artistique cosigné par les membres du groupe fractaliste, un groupe d'artistes contemporains, comme acte de naissance de leur mouvement.
Il est publié en novembre 1997 dans la revue "Art press accompagné d'un texte du critique d'art Henri-François Debailleux.

## Signataires
Lors de sa publication, onze artistes ont signé le manifeste fractaliste, sous le nom de groupe « Les Fractalistes - Art et Complexité », ainsi que trois intellectuels :
- Edward Berko
- Miguel Chevalier
- Pascal Dombis
- Carlos Ginzburg
- Cesar Henao
- Jim Long
- Steven Marc
- Jean Claude Meynard
- Joseph Nechvatal
- Yvan Rebyj
- Pierre Zarcate
- Christine Buci-Glucksmann (philosophe)
- Susan Condé (écrivain)
- Henri-François Debailleux (critique d'art)